# Arebidacoor Estate, Chikmagalur
Arebidacoor Estate là một làng thuộc tehsil Chikmagalur, huyện Chikmagalur, bang Karnataka, Ấn Độ.